# قراصة (السويداء)
قرية قراصة قرية من القرى السورية الواقعة في محافظة السويداء. وتقع القرية ما بين قرية الدور وقرية تعارة وقرية نجران.
تشكل قرية قراصة الواقعة في الريف الشمالي الغربي لمحافظة السويداء والغنية بآثارها وأوابدها التي تعود إلى آلاف السنين متحفاً مفتوحاً يضم مقتنيات وصروحاً تاريخية ولقى أثرية يعود بعضها إلى عصر البرونز.
ويبين رئيس دائرة آثار السويداء الدكتور نشأت كيوان لـ سانا سياحة ومجتمع أن المنطقة عرفت الاستيطان البشري على شكل قرى صغيرة مؤلفة من ثمانية بيوت مستديرة حيث تشير البيوت المكتشفة إلى أن المجموعات البشرية التي سكنت المنطقة كانت متحضرة وعرفت زراعة الحبوب وتدجين الأبقار والماعز.
ويلفت كيوان إلى أن وجود نبع قراصة ساعد على الاستيطان البشري في هذه المنطقة حيث هجرت القرية إلى التل الشمالي فيها منذ حوالي أربعة آلاف سنة قبل الميلاد وبدأ الاستيطان في التل الجنوبي لها بحوالي 2500 سنة قبل الميلاد وشارك سكانها بإنشاء أولى المدن واستمر الاستيطان البشري فيها حتى 200 ميلادية وقبل حوالي 650 سنة من وقتنا الحالي تم بناء مجموعة من البيوت الجميلة التي حافظت على جدرانها بحالة جيدة ووجد فيها العديد من الأواني الفخارية المحفوظة بشكل جيد.
ويشير رئيس دائرة آثار السويداء إلى أن أعمال التنقيب والمسح الأثري التي قامت بها البعثة السورية الفرنسية المشتركة خلال عامي 2009 و 2010 في موقع تل قراصة الأثري كشفت أن القرى الصغيرة التي عثر عليها والتي يعود تاريخها إلى حوالي 11 ألف سنة تشكل مثالاً واضحاً لأول نماذج الحياة الحضرية في عصور ما قبل التاريخ.
وكشفت أعمال التنقيب أيضاً عن جرار بوضعيتها الأصلية وأوان فخارية محطمة وعدد من الغرف ذات الأرضيات المبلطة ومنشآت متعددة تعود لعصر البرونز وسور يحتوي على مجموعة جدران لمدينة قديمة تعود إلى عصر البرونز القديم ومجموعة من الغرف الدائرية التي تعود إلى عصر النيوليت وبقايا لثلاث منشآت متعاقبة ومجموعة من الأكواخ الدائرية شكلت ما يسمى بالقرية النطوفية التي توضعت إلى الشمال من التل الشمالي.
ويضيف كيوان أنه تم خلال أعمال التنقيب تمييز أربع مراحل استيطان تعود للفترة الممتدة من مرحلة النيوليت الأخير حتى العصر البرونزي المتأخر فيما أظهرت نتائج السبر الحديث وجود منشأة معمارية بأبعاد كبيرة تعود إلى نهاية فترة البرونز القديم وبداية البرونز الوسيط.
ويذكر رئيس دائرة آثار السويداء أنه تم استكمال وأتمتة المخطط الطبوغرافي المفصل لمجموعة مواقع في قرية قراصة مع إجراء أعمال مسح الرفع الأثري لبقايا السور القديم والعثور على منشآت معمارية تعود للعصور الحجرية كما تم توثيق 923 حالة لمساكن منعزلة من عصر الحديد من خلال الأطلس الأثري لمواقع ما قبل التاريخ في جنوب سورية بينها موقع قراصة.
يشار إلى أن قرية قراصة تقع إلى الشمال الغربي من مدينة السويداء وتبعد عنها نحو 22 كم.
سهيل حاطوم